# Dieter Stanfel

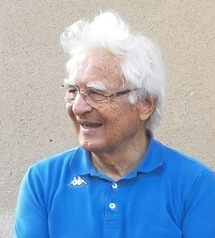
Dieter Stanfel

Dieter Robert Stanfel (* 16. April 1940 in Mödling, damals Groß-Wien; † 19. November 2024) war ein österreichischer Sachbuchautor. Der hauptberufliche Jurist wurde als Verfasser von Publikationen über die österreichische Eisenbahngeschichte, hier besonders zum Lokalbahnwesen, bekannt.

## Leben
Sein Vater war Robert Richard Stanfel, Jurist und Eisenbahner, später kaufmännischer Direktor der ÖBB und Sektionschef für Eisenbahnen und Seilbahnen im Verkehrsministerium. Seine Mutter war Helene Stanfel, promovierte Biologin.
Dieter Stanfel studierte Rechtswissenschaften an der Universität Wien und beendete das Studium mit dem Magisterium. Nach kurzer Tätigkeit am Patentamt ging er als Arbeitsrechtler in die Privatwirtschaft und leitete die Personalabteilungen bei der Wiener Niederlassung von Ciba-Geigy, bei Hirtenberger und Kabel und Draht AG. Sein letzter Arbeitsplatz war der des stellvertretenden Personalleiters bei der Verbund AG.

## Werdegang als Eisenbahn-Autor
Schon als Kind interessierte sich Dieter Stanfel für Eisenbahnen – einerseits wegen des Berufes seines Vaters, andererseits aufgrund von Erlebnissen im Bahnhof Erdweis in der heutigen Tschechischen Republik und in Gmünd, wo die Familie gegen Ende des Zweiten Weltkrieges kurz wohnte. Auch der Betrieb auf der Arlbergbahn, wo die Familie kurze Zeit in Pettneu bei Verwandten wohnte, hinterließ einen bleibenden Eindruck. In Villach, wo Dieter Stanfel seine Volksschulzeit verbrachte, war sein Vater bei der dortigen ÖBB-Direktion tätig und auf dem Schulweg, der über eine Brücke über den Bahnhof führte, konnte er regelmäßig die Züge dort beobachten.
Er engagierte sich bald, inzwischen in Wien und später in Pressbaum wohnend, bei Eisenbahnvereinen wie dem Verband der Eisenbahnfreunde, dem Verein der Kärntner Eisenbahnfreunde (VKEF), dem Club 598 oder der Österreichischen Gesellschaft für Lokalbahnen. Einer der ersten Eisenbahnvereine in Österreich war der Club 760. Bei diesem betreute er im Sommer während der 1970er-Jahre regelmäßig die Dampfbummelzüge der Murtalbahn als Zugbegleiter.

Stanfels „Die Gurktalbahn“ von 2009

Als Kind unternahm er mit seiner Mutter einen Ausflug auf der Gurktalbahn. Aus dem bleibenden Interesse für diese Bahn heraus und wegen seiner familiären Herkunft aus Kärnten begann er in den 1970ern ein Buch über die Geschichte dieser Bahn zu schreiben und verbrachte mit seiner Familie seine Freizeit nun nicht nur bei der Bahn im Murtal, sondern auch in Kärnten, um für das geplante Werk zu recherchieren. Auch begann er mit Manfred Hohn und Hellmuth R. Figlhuber ein Buch über die Lokalbahn Mödling–Hinterbrühl. Bei letzterem war er ursprünglich für die Zeichnungen verantwortlich, war aber letztendlich auch Mitautor großer Teile des Textes. Beide Bücher erschienen in den 1980er-Jahren, letzteres im Wiener Eisenbahn-Fachverlag Slezak. Ein weiteres begonnenes Buch über die Ybbstalbahn, für das er viele Jahre lang im Ybbstal vor Ort und in Archiven recherchierte, erschien erst im Jahr 2014. Durch seine intensiven Recherchen in diversen Archiven sammelte er eine große Menge an Daten über Eisenbahnen, aus denen weitere Bücher über die Heeresfeldbahnen der k.u.k. Armee im Ersten Weltkrieg und Fachartikel in Zeitschriften entstanden.
Sein Interesse für die Eisenbahn zeigte sich auch in der Fotografie, wo er seit den 1960er-Jahren vor allem auf Farbdias die Schmalspurbahnen in Österreich dokumentierte. Sein umfassendes Archiv wartet noch darauf, durch Publikationen der Öffentlichkeit zugänglich gemacht zu werden.
Nach Gründung des Verlages bahnmedien.at fungierte er dort einige Jahre lang als Gründungsobmann.
Neben den Eisenbahnen galt sein Interesse der klassischen Musik, besonders der romantischen Oper. Stanfel besaß ein umfangreiches Archiv an historischen Tonbandaufnahmen und sonstigen Tonträgern, die den Sammlungen an Eisenbahnliteratur und seinem Fotoarchiv in nichts nachstehen.
Ein weiteres Feld, das er fotografisch dokumentierte, sind die Kulturbauten Österreichs, die er systematisch nach Bundesländern bereiste und fotografierte. Vor allem die eher unbekannten Sakralbauten und Bauerngehöfte auf dem Land suchte er dafür auf. Gleiches tat er auch bei zahlreichen Studienreisen im Ausland wie Osteuropa, Türkei oder Syrien.
Schließlich galt sein Interesse der Radiästhesie, die er viele Jahre lang ausübte und wo er regelmäßig zur Brunnensuche, Vermessung historischer Gebäude und ähnlichem engagiert wurde.

## Familie
Stanfel war verheiratet mit Gertraut Stanfel. Der Ehe entstammen ein Sohn und eine Tochter sowie mehrere Enkelkinder und Urenkel.

## Werke
- Dieter Stanfel. Gurkthalbahn. Treibach-Althofen – Strassburg – Klein-Glödnitz; schmalspurige (0,76 m) Localbahn. Heyn. Klagenfurt. 1980. ISBN 978-3-85366-328-8
- Manfred Hohn, Dieter Stanfel, Hellmuth R. Figlhuber: Mödling–Hinterbrühl. Die erste elektrische Bahn Europas für Dauerbetrieb. Verlag Slezak, Wien 1983, ISBN 3-85416-079-8.
- Dieter Stanfel: Ybbstalbahn. Waidhofen an der Ybbs – Gstadt – Ybbsitz/Kienberg-Gaming. Verlag bahnmedien.at, Wien 2014, ISBN 978-3-9503304-4-1
- Dieter Stanfel/Christian Kaizler: Tschagguns-Parthenen, die verschwundene Kleinbahn. In: Schmalspur, Nr. 2/2003, 18-27.
- Günter Krause, Dieter Stanfel. K.u.k. Militär-Feldbahnen im Ersten Weltkrieg : die k.u.k. Lokomotivfeldbahn Nr. 1, Österreich-Ungarns Feld- und Rollbahnen / Dieter Stanfel. DGEG Medien. Hövelhof. 2008. ISBN 978-3-937189-41-3
- Günter Krause, Dieter Stanfel. K.u.K.-Militär-Feldbahnen im Ersten Weltkrieg im Bild. DGEG Medien. Hövelhof. 2013. ISBN 978-3-937189-70-3
- Dieter Stanfel. Die Waldbahn Kierling-Rotgraben. In Schmalspur 2005/01. Wien. 2005
- Dieter Stanfel. Die Gurktalbahn: eine Schmalspurbahn in Kärnten. bahnmedien.at. 2009. ISBN 978-3-9502648-3-8
- Dieter Stanfel. Die nie gebaute Liesertalbahn Spittal – Millstättersee – Gmünd. In: Selection. Eisenbahngeschichte(n). Hrsg. Christoph Wallisch-Pertl. bahnmedien.at. 2014. ISBN 978-3-9503304-7-2